# 阿克拉 (紐約州)
阿克拉（英語：Acra）是位於美國紐約州格林縣的非建制地區。

## 歷史
阿克拉的郵局自1827年營運至今。

## 地理
阿克拉所處的海拔為高於海平面199米（即653英呎），而該地所採用的時區為UTC-5，即北美东部时区（EST）。同時該地設有夏令時間，為UTC-5調快一小時，即UTC-4（EDT）。